# Galaxie (émission de télévision)
Pour les articles homonymes, voir Galaxie (homonymie).
Galaxie est une émission de télévision musicale luxembourgeoise présentée par Thierry Guillaume puis Jérôme Anthony et diffusée chaque mercredi après-midi de 13 h 30 à 16 heures sur RTL TV du 4 septembre 1991 au 29 juin 1994.

## Principe de l'émission
Galaxie tirait son nom et son logo du lieu d'où l'émission était présentée en direct, le Galaxie d'Amnéville. 
Chaque semaine, Thierry Guillaume puis Jérôme Anthony recevait un artiste qui interprétait ses chansons en direct et en public.
L'émission, destinée aux adolescents, comportait également un certain nombre de rubriques s'intéressant aux sujets et tendances de cette tranche d'âge.